# Senedjemib Mehi
Senedjemib Mehi (snḏm ib nfr rn.f mḥ.i, ") va ser un escrib"a de l'antic Egipte, que va exercir també com a administrador i djati del rei Unas (2353 - 2323 aC), faraó de l'Alt i Baix Egipte durant la dinastia V.
| s | nDm | n&D | m | ib | nfr | r&n&f | mH | H | i |

| s | nDm | n&D | m | ib | nfr | r&n&f | mH | H | i |

Com el seu pare, djati durant el regnat anterior, també portava el títol de "Director de totes les obres del Rei", per la qual cosa és segur que va ser l'arquitecte que va supervisar la construcció de la piràmide d'Unas a Saqqara.
La seva dona era la princesa Khentkaus, filla d'Unas, amb qui va tenir tres fills: dos homes, Senedjemib i Mehi i una dona, Khentkaus.

## Títols
Senedjemib Mehi va tenir molts títols, tots gravats a la seva tomba, cosa que demostra que va fer una carrera d'èxit:
- "Pilar de la gent del Knmt"
- "Preferit del rei" i "favorit del rei allà on sigui"
- "Supervisor dels dos tallers"
- "Supervisor de les dues armeries"
- "Supervisor de les dues cases d'or"
- "Supervisor de (totes) les insignes reials"
- "Supervisor dels escribes dels registres reials"
- "Supervisor de lli reial"
- "Supervisor dels dos graners"
- "Supervisor de totes les obres del rei"
- "Príncep hereditari"
- "Mestre d'obres reial a les dues cases" (és a dir, a l'alt i al baix Egipte)
- "Compte veritable"
- "Mestre dels secrets de tots els comandaments del rei"
- "Camarlenc reial"
- "Únic amic" (és a dir, del rei)
- "Cap de justícia i djati"

## Sepultura

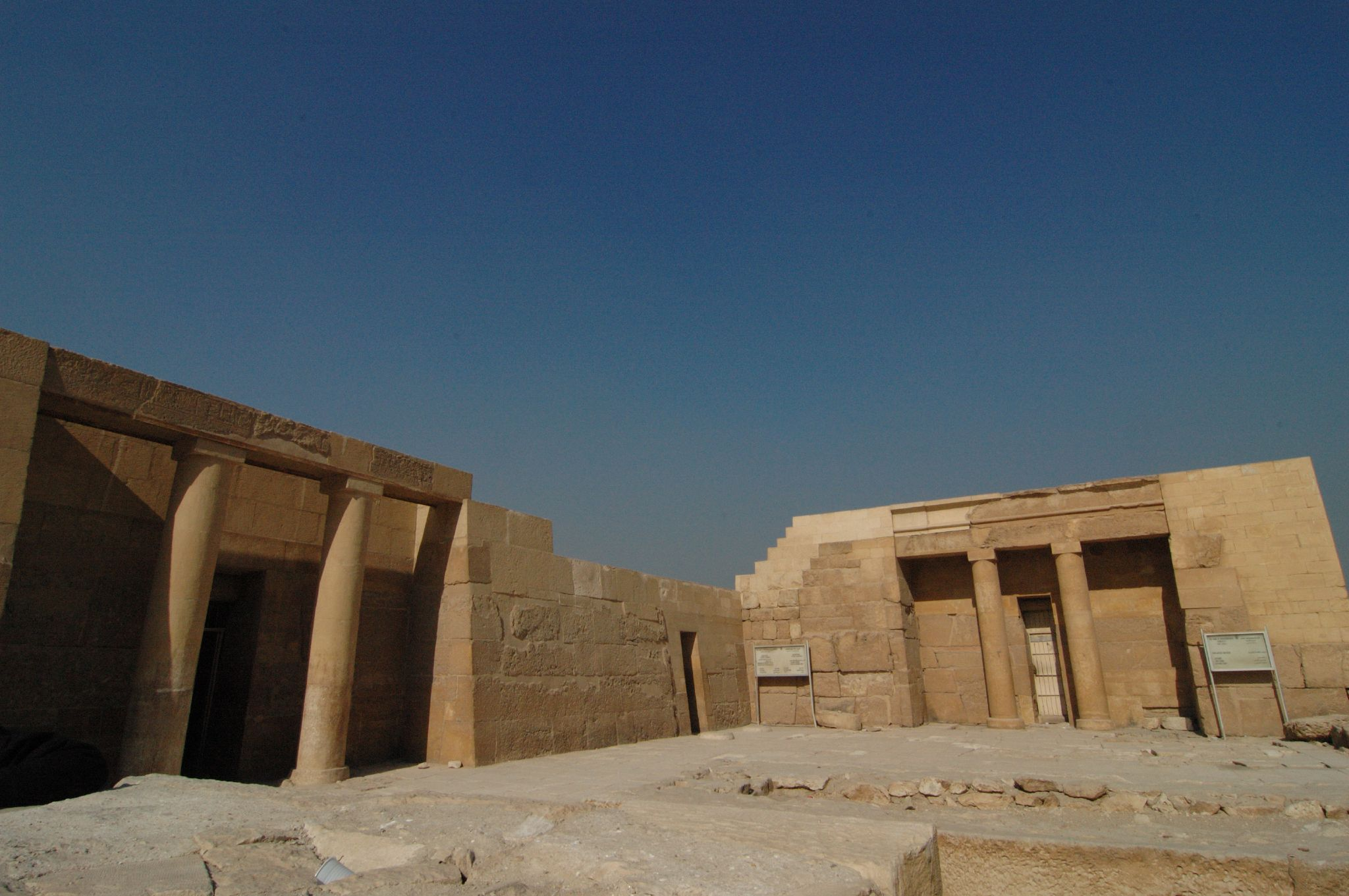
Mastaba de Senedjemib Mehi.

Senedjemib Mehi es va fer construir una mastaba (G2378) no lluny de la del seu pare a Guiza, en la qual va ser enterrat amb la seva dona. La tomba va ser descoberta el 1842 per Karl Richard Lepsius, i excavada i investigada per George Andrew Reisner el 1914.
A més d'una estàtua de Senedjemib Mehi de mida real tallada en fusta i descoberta al serdab de la mastaba, es van trobar algunes estatuetes també en fusta que representaven presos lligats. S'han trobat tals figures més grans que al natural als complexos funeraris reials, en particular als de Djedkare-Isesi o de Pepi I a Saqqara, però va ser la primera vegada que es trobaven formant part de l'aixovar funerari d'un dignatari. També s'hi va trobar un recolzacaps d'alabastre, fragments de ceràmica, una estela porta falsa i eines de coure i pedra.
El conjunt d'aquestes estàtues s'exposa al Museu de Belles Arts de Boston.